# Караш
Кара́ш (болг. Караш) — село у Врачанській області Болгарії. Входить до складу общини Роман.

## Населення
За даними перепису населення 2011 року у селі проживали 47 осіб, з них 5 осіб (71,4%) — болгари.
Розподіл населення за віком у 2011 році:
Динаміка населення: